# Thánh đấu sĩ Seiya: Hiệp sĩ hoàng đạo
Thánh đấu sĩ Seiya: Hiệp sĩ hoàng đạo (tên gốc tiếng Anh: Knights of the Zodiac: Saint Seiya; tên tiếng Nhật: 聖闘士星矢: ナイツオブザゾディアック) là loạt phim hoạt hình anime chiếu mạng Nhật-Mỹ gốc của Netflix được dựa trên bộ truyện manga nổi tiếng thập niên 80 Saint Seiya của Masami Kurumada.

## Nội dung
Bối cảnh phim kể về các Thánh đấu sĩ là những con người có nhiệm vụ bảo vệ Nữ thần Athena cũng như là bảo vệ nhân loại trước sự đe dọa của những thế lực xấu xa khác như Thần Poseidon và Thần Hades. Và nhân vật chính của bộ phim là Seiya, một cậu bé mang trong mình sứ mệnh trở thành Thánh đấu sĩ Đồng của chòm sao Thiên Mã.
Câu chuyện bắt đầu khi chị của Seiya là Seika bị bắt cóc và Seiya được chọn để trở thành một Thánh đấu sĩ. Anh cùng những người bạn Thánh đấu sĩ khác của mình cùng nhau hợp tác để thực hiện nhiệm vụ bảo vệ Sienna Kiddo – một thân phận đầu thai mới của Athena. Và đồng thời trong lúc đó, Seiya cũng tìm kiếm về người chị mất tích của mình.

## Lồng tiếng
| Nhân vật (tiếng Việt) tiếng Nhật                | Diễn viên                              | Diễn viên                                  |
| Nhân vật (tiếng Việt) tiếng Nhật                | Tiếng Anh                              | Tiếng Nhật                                 |
| ----------------------------------------------- | -------------------------------------- | ------------------------------------------ |
| Sienna Kiddo / Athena Saori Kido / Athena       | Emily Neves                            | Fumiko Orikasa                             |
| Pegasus Seiya (Thiên Mã Seiya)                  | Bryson Baugus Crocket Groves (lúc trẻ) | Masakazu Morita Yukiko Morishito (lúc trẻ) |
| Cygnus Magnus (Thiên Nga Magnus) Cygnus Hyōga   | Patrick Poole                          | Hiroaki Miura                              |
| Dragon Long (Thiên Long Long) Dragon Shiryū     | Blake Shepard                          | Takahiro Sakurai                           |
| Andromeda Shaun (Tiên Nữ Shaun) Andromeda Shun  | Luci Christian                         | Satomi Satō                                |
| Phoenix Nero (Phượng Hoàng Nero) Phoenix Ikki   | Adam Gibbs                             | Katsuyuki Konishi                          |
| Unicorn Jab (Kỳ Lân Jab) Unicorn Jabu           | Leraldo Anzaldua                       | Hideo Ishikawa                             |
| Bear Geki (Đại Hùng Geki)                       | Adam Noble                             | Kohei Fukuhara                             |
| Hydra Ichi (Trường Xà Ichi)                     | Justin Doran                           | Masaya Onosaka                             |
| Eagle Marin (Thiên Ưng Marin)                   | Maggie Flecknoe                        | Fumiko Inoue                               |
| Ophiucus Shaina (Xà Phu Shaina)                 | Katelyn Barr                           | Yuka Komatsu                               |
| Lizard Misty (Hiết Hổ Misty)                    | Corey Hartzog                          | Hisafumi Oda                               |
| Whale Morris (Kình Ngư Morris) Whale Mozes      | Courtland Johnson                      | Tetsu Inada                                |
| Hound Asterion (Lạp Khuyển Asterion)            | Nathan Wilson                          | Ryohei Arai                                |
| Crow Jamian (Ô Nha Jamian)                      | Justin Doran                           | Junji Kitajima                             |
| Kerberos Dante (Chó Địa Ngục Dante)             | Joe Daniels                            | Eiji Hanawa                                |
| Perseus Argol (Anh Tiên Argol) Perseus Algol    | Austin Tindle                          | Ryosuke Kanemoto                           |
| Aries Mu (Bạch Dương Mu)                        | John Gremillion                        | Takumi Yamazaki                            |
| Leo Aioria (Sư Tử Aioria) Leo Aiolia            | Greg Cote                              | Hideyuki Tanaka                            |
| Sagittarius Aiolos (Nhân Mã Aiolos)             | Greg Cote                              | Yusaku Yara                                |
| Virgo Shaka (Xử Nữ Shaka)                       | Scott Gibbs                            | Yūji Mitsuya                               |
| Scorpio Milo (Thiên Yết Milo)                   | Alejandro Saab                         | Toshihiko Seki                             |
| Dohko (Thiên Bình Dohko)                        | John Swasey                            | Hiroshi Iwasaki                            |
| The Grandmaster (Giáo hoàng Thánh Vực) The Pope | David Matranga                         | Ryotaro Okiayu                             |
| Cassios                                         | Andrew Love                            | Toshitsugu Takashina                       |
| Guilty                                          | David Harbold                          | Masafumi Kimura                            |
| Esmeralda                                       | Juliet Simmons                         | Shino Shimoji                              |
| Kiki                                            | Kira Vincent-Davis                     | Umeka Shoji                                |
| Shunrei                                         | Hilary Haag                            | Haruka Terui                               |
| Patricia Seika                                  | Lillian Jones                          | Yukiko Motoyoshi                           |
| Mylock Tatsumi                                  | Ty Mahany                              | Hisao Egawa                                |
| Alman Kiddo Mitsumasa Kido                      | Axel Lutter                            | Katsuhisa Hōki                             |
| Vander Graad                                    | James Belcher                          | Hideaki Tezuka                             |
| Người dẫn chuyện                                | Marty Fleck                            | Hideyuki Tanaka                            |

## Sản xuất
Bộ phim được công bố lần đầu tiên vào tháng 12 năm 2016 tại sự kiện CCXP ở Brazil. Vào ngày 2 tháng 8 năm 2017, Cinematoday.jp đã đăng một bài báo tiết lộ rằng đây sẽ là dự án hợp tác với Netflix để thực hiện một bản chuyển thể mới của loạt manga và anime cùng tên kinh điển. Yoshiharu Ashino được công bố là đạo diễn và Eugene Son cùng với một số thành viên khác sẽ đảm nhận vị trí biên kịch. Sáu tập đầu tiên đã được phát hành trên Netflix vào ngày 19 tháng 7 năm 2019 và lấy cảm hứng dựa trên các chương "Galaxian Wars" và "Black Knights" từ manga. Sáu tập phim của phần hai sẽ phỏng theo phần "Silver Saints" được phát hành vào ngày 23 tháng 1 năm 2020.
Vào ngày 08 tháng 08 năm 2022, để tiếp nối cốt truyện còn đang dang dỡ, mùa 2 của bộ phim đã được thông báo dưới cái tên Saint Seiya : Knights Of The Zodiac - Battle For Sanctuary (tạm dịch : Thánh đấu sĩ Seiya : Hiệp sĩ hoàng đạo - Trận chiến vì Thánh Vực) và tập phát sóng 12 tập trong cùng một ngày và ngày 31 tháng 07 năm 2022 tại thị trường Nhật Bản.

## Tập phim
| Mùa | Mùa    | Số tập | Số tập | Phát hành gốc       | Phát hành gốc       |
| --- | ------ | ------ | ------ | ------------------- | ------------------- |
|     | Phần 1 | 6      | 6      | 19 tháng 7 năm 2019 | 19 tháng 7 năm 2019 |
|     | Phần 2 | 6      | 6      | 23 tháng 1 năm 2020 | 23 tháng 1 năm 2020 |

| '  |   |                                    |                  |                     |                     |
| 1  | 1 | "SEIYA"                            | Yasuhiro Tanabe  | Shannon Eric Denton | 19 tháng 7 năm 2019 |
| 2  | 2 | "Thiêu đốt vũ trụ"                 | Yasuhiro Tanabe  | Thomas F. Zahler    | 19 tháng 7 năm 2019 |
| 3  | 3 | "Rồng giá lâm"                     | Yasuhiro Tanabe  | Benjamin Townsend   | 19 tháng 7 năm 2019 |
| 4  | 4 | "Tinh vân xiềng xích"              | Hiroshi Kimura   | Joelle Sellner      | 19 tháng 7 năm 2019 |
| 5  | 5 | "Đấu sĩ hắc ám"                    | Hiroshi Kimura   | Travis Donnelly     | 19 tháng 7 năm 2019 |
| 6  | 6 | "Phượng hoàng tung cánh"           | Hiroshi Kimura   | Benjamin Townsend   | 19 tháng 7 năm 2019 |
| '  |   |                                    |                  |                     |                     |
| 7  | 1 | "Thánh Đấu Sĩ Bạc"                 | Yasuhiro Tanabe  | Thomas Pugsley      | 23 tháng 1 năm 2020 |
| 8  | 2 | "Triều dâng"                       | Yasuhiro Tanabe  | Saundra Hall        | 23 tháng 1 năm 2020 |
| 9  | 3 | "Chiến đầu vì Athena"              | Hiroshi Kimura   | Shaene Siders       | 23 tháng 1 năm 2020 |
| 10 | 4 | "Thách thức"                       | Hiroshi Kimura   | Patrick Rieger      | 23 tháng 1 năm 2020 |
| 11 | 5 | "LỜI TIÊN TRI"                     | Yoshiharu Ashino | Eugene Son          | 23 tháng 1 năm 2020 |
| 12 | 6 | "CHIẾN TRANH NỐI TIẾP CHIẾN TRANH" | Yoshiharu Ashino | Eugene Son          | 23 tháng 1 năm 2020 |